# Sottoprefettura di Hachijō
La sottoprefettura di Hachijō (八丈支庁?, Hachijō-shichō) è una delle sottoprefetture di Tokyo, in Giappone. Sotto la sua giurisdizione ricadono solo alcune isole dell'arcipelago delle Izu, che si estende nel Pacifico. Ne fanno parte le seguenti municipalità:
- Hachijō, cittadina il cui territorio comprende le isole Hachijō-jima e la più piccola e disabitata Hachijō-kojima
- Aogashima, villaggio dell'isola Aogashima

L'istituzione della sottoprefettura si è resa necessaria per l'eccessiva distanza da Tokyo delle isole. L'amministrazione risponde del suo operato all'ufficio degli affari generali del Governo metropolitano di Tokyo. A tutto il 2011, la popolazione della sottoprefettura era di circa 8.300 abitanti su un territorio di 78,6 km², per una densità di 105,6 ab./km² 
Del territorio fanno parte anche le seguenti isole disabitate dell'arcipelago situate più a sud, che non fanno parte di alcuna municipalità. Sia Hachijō che Aogashima reclamano l'appartenenza al proprio territorio di tali isole, che sono le più meridionali delle Izu:
- Scogli Bayonnaise
- Isola di Smith
- Torishima
- Sōfugan